# Kanton Cordes-sur-Ciel
Kanton Cordes-sur-Ciel is een voormalig kanton van het Franse departement Tarn. Kanton Cordes-sur-Ciel maakte deel uit van het arrondissement Albi en telde 3640 inwoners (1999). Het werd opgeheven bij decreet van 17 februari 2014 met uitwerking op 22 maart 2015.

## Gemeenten
Het kanton Cordes-sur-Ciel omvatte de volgende gemeenten:
- Amarens
- Bournazel
- Cordes-sur-Ciel (hoofdplaats)
- Donnazac
- Frausseilles
- Labarthe-Bleys
- Lacapelle-Ségalar
- Les Cabannes
- Livers-Cazelles
- Loubers
- Mouzieys-Panens
- Noailles
- Saint-Marcel-Campes
- Saint-Martin-Laguépie
- Souel
- Tonnac
- Vindrac-Alayrac